# Marcin Kuszewski
Marcin Kuszewski (ur. 19 maja 1977 w Bogatyni) – polski lekkoatleta, płotkarz. 

## Osiągnięcia
Zawodnik klubów: Osa Zgorzelec i AZS-AWF Wrocław, specjalizujący się w biegu na 110 m przez płotki. Olimpijczyk z Sydney (2000). Mistrz Polski na 110 m pł (2000).

## Rekordy życiowe
- bieg na 110 metrów przez płotki – 13,45 s. (15 sierpnia 2000, Wrocław) – 10. wynik w historii polskiej lekkoatletyki[1]